# Felice Borel
Felice Placido Borel (ur. 5 kwietnia 1914 w Nizza Monferrato, zm. 21 stycznia 1993) – włoski piłkarz, który występował na pozycji napastnika.
Urodził się we Francji, jednak karierę zrobił we Włoszech. Był trzecim, i jak dotąd ostatnim zawodnikiem o nazwisku Borel grającym w Juventusie. Pierwszym był Ernesto Borel, natomiast drugim, brat Felice Borela, Aldo Giuseppe Borel, dzięki któremu Felice, nazywany jest "Borelem II".

## Kluby
Borel II urodził się w Nicei, we Francji. W ciągu swojej kariery grał dla kilku włoskich drużyn. W Serie A dla Juventusu i Torino FC, a w Serie B dla Alessandrii i SSC Napoli (gdzie zakończył karierę piłkarską).

## Kariera w Juventusie
Do Juventusu przybył w 1932 roku, jako 18-letni chłopak. W swoim pierwszym sezonie w Juve strzelił 29 bramek w 28 meczach, dzięki czemu został królem strzelców Serie A. Następny sezon był w jego wykonaniu jeszcze lepszy. Udało mu się zdobyć 32 bramki w 34 meczach, dzięki czemu ponownie został najlepszym napastnikiem ligi. W Serie A rozegrał 280 spotkań strzelając 139 bramek. Licząc także rozgrywki międzynarodowe i Puchar Włoch, Felice Borel rozegrał 307 meczów, strzelając 159 bramek.
| Rozgrywki           | Występy | Gole |
| ------------------- | ------- | ---- |
| Serie A             | 280     | 139  |
| Puchar Włoch        | 23      | 10   |
| Puchary Europejskie | 27      | 12   |
| Razem               | 330     | 161  |

Michel Platini wygrywał w klasyfikacji najlepszych strzelców ligi trzy razy, strzelając w 50 bramek w trzech sezonach. Felice Borel wygrywał tą klasyfikacje dwukrotnie, jednak strzelił w tych dwóch sezonach aż 61 bramek.

## Osiągnięcia
- w 1934 roku wraz z piłkarską reprezentacją Włoch zdobył tytuł mistrza świata.
- w Juventusie zdobył 161 bramek i zajmuje aktualnie piątą pozycję na liście najlepszych strzelców "Starej Damy".
- król strzelców w sezonach 1932/1933 (29 goli) i 1933/1934 (32 gole)